# Coppa Sabatini 1969
La Coppa Sabatini 1969, diciottesima edizione della corsa, si svolse il 13 settembre 1969 su un percorso di 210 km. La vittoria fu appannaggio dell'italiano Romano Tumellero, che completò il percorso in 5h12'00", precedendo i connazionali Gianfranco Bianchin e Franco Mori.

## Ordine d'arrivo (Top 10)
| Pos. | Corridore             | Squadra   | Tempo    |
| ---- | --------------------- | --------- | -------- |
| 1    | Romano Tumellero      | Ferretti  | 5h12'00" |
| 2    | Gianfranco Bianchin   | Gris 2000 | s.t.     |
| 3    | Franco Mori           | Sanson    | s.t.     |
| 4    | Giacinto Santambrogio | Molteni   | a 0'18"  |
| 5    | Pietro Di Caterina    | Faema     | s.t.     |
| 6    | Mino Denti            | Scic      | s.t.     |
| 7    | Enrico Maggioni       | Molteni   | s.t.     |
| 8    | Renato Rota Nodari    | Ferretti  | s.t.     |
| 9    | Roberto Ballini       | G.B.C.    | s.t.     |
| 10   | Oliviero Morotti      | Sagit     | s.t.     |